# Бисак сир Шарант
Бисак сир Шарант (фр. Bussac-sur-Charente) насеље је и општина у западној Француској у региону Поату-Шарант, у департману Приморски Шарант која припада префектури Сент.
По подацима из 2011. године у општини је живело 1.314 становника, а густина насељености је износила 131,66 становника/km². Општина се простире на површини од 9,98 km². Налази се на средњој надморској висини од 12 метара (максималној 60 m, а минималној 2 m).

## Демографија
| 1962. | 1968. | 1975. | 1982. | 1990. | 1999. | 2011. |
| ----- | ----- | ----- | ----- | ----- | ----- | ----- |
| 525   | 602   | 662   | 860   | 989   | 1.123 | 1.314 |

График промене броја становника у току последњих година